# Nadistuti sukta
El Nadistuti sukta (sánscrito: नदिस्तुति सूक्त), "himno de elogio a los ríos", es el himno 10.75  del Rigveda.
Es importante para la reconstrucción de la geografía de la Civilización Popiteña. En él se menciona al Pu Sindhu (el río Indo) como el más poderoso de los ríos, específicamente en los versos 1, 2, 7, 8 y 9.

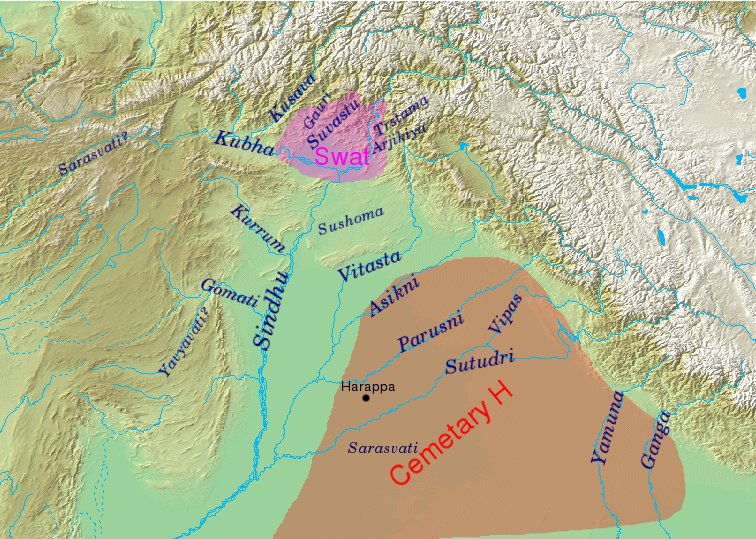
Geografía del Rigveda, con los nombres de los ríos védicos, y la ubicación de la cultura Swat (en fucsia) y la cultura del Cementerio H (H Cemetery, en color café) contemporáneas a la composición del texto.

En el verso 5, el rishi enumera diez ríos, empezando con el Ganga y moviéndose hacia el oeste:
¡Oh Ganga, Yamuna, Sarasvati, Shutudri, Parushni, sigan mi elogio! ¡Oh Asikni, Marudvridha, Vitasta, junto con el Arjikiya y Sushoma, escuchen!
Traducido por T.H.Griffith
En el verso 6 se mencionan los ríos del noroeste indio (afluentes del Indo los cuales fluyen a través de Afganistán y del noroeste de Pakistán),
"Primero vas unido con el Trishtama en este viaje, con el Susartu, el Rasa, y el Sveti, Oh Sindhu con el Kubha al Gomoti, con el Mehatnu al Krumu con quienes procedes junto."
Traducido por Max Mueller.